# Oceanborn
Oceanborn és el segon àlbum d'estudi de la banda finlandesa de metall simfònic Nightwish. Va ser llançat a Finlàndia per Spinefarm Records el 7 de desembre de 1998 i a la primavera de 1999 a tot el món. Va ser llançat per Drakkar Entertainment a la resta d'Europa i per Toy's Factory al Japó. És el seu primer disc amb el baixista Sami Vänskä.
Oceanborn ha venut més de 68.000 còpies a Finlàndia. El senzill "Sleeping Sun" va ser llançat l'agost de 1999, i la cançó s'ha inclòs en totes les reedicions de l'àlbum des de llavors. L'àlbum va ser llançat als Estats Units per Century Media el març de 2001.
El 2017, Loudwire el va classificar com el 10è millor àlbum de power metal de tots els temps.

## Llista de cançons
1. Stargazers (4:27)
2. Gethsemane (5:21)
3. Devil & the Deep Dark Ocean (4:46)
4. Sacrament of Wilderness (4:12)
5. Passion and the Opera (4:58)
6. Swanheart (4:44)
7. Moondance (3:31)
8. The Riddler (5:16)
9. The Pharaoh Sails to Orion (6:27)
10. Walking in the Air (5:28)
11. Sleeping Sun (4:01)